# قائمة مساجد ليبيا
هذه قائمة بأهم مساجد ليبيا .

## قائمة المساجد
| الاسم                     | صورة | موقع                                                    | السنة / القرن          | ملاحظات                                             |
| ------------------------- | ---- | ------------------------------------------------------- | ---------------------- | --------------------------------------------------- |
| مسجد الارقم بن ابي الارقم |      | بنغازي                                                  | ؟                      |                                                     |
| مسجد علي بن أبي طالب      |      | طبرق                                                    | ؟                      |                                                     |
| المسجد العتيق             |      | بنغازي                                                  | أوائل القرن الخامس عشر |                                                     |
| المسجد العتيق، أوجلة      |      | أوجلة                                                   | القرن الثاني عشر       |                                                     |
| بيعة الرضوان              |      | بنغازي32°07′26″N 20°05′39″E / 32.1238378°N 20.0942087°E | ؟                      | موقع إعدامات خارج نطاق القضاء نفذها محمود الورفلي . |
| مسجد بلال بن رباح         |      | بنغازي                                                  | ؟                      | ويسمى أيضا مسجد بن كاتو                             |
| مسجد البخاري              |      | بنغازي                                                  | ؟                      |                                                     |
| مسجد جمال عبد الناصر      |      | طرابلس                                                  | 2000                   | كان يُعرف بكاتدرائية طرابلس قبل عام 2000م            |
| مسجد قرجي                 |      | طرابلس                                                  | 1834                   |                                                     |
| مسجد أحمد باشا كرمانلي    |      | طرابلس                                                  | 1736                   | يقع مسجد أحمد باشا كرمانلي قبالة السوق في طرابلس.   |
| مسجد مولاي محمد           |      | طرابلس                                                  | ؟                      |                                                     |
| مسجد سيدي دارغوت          |      | طرابلس                                                  | 1560                   |                                                     |
| جامع مراد آغا             |      | تاجوراء                                                 | 1550                   |                                                     |